# Solenolaimus tuberosum
Solenolaimus tuberosum is een rondwormensoort uit de familie van de Siphonolaimidae.